# Streaming

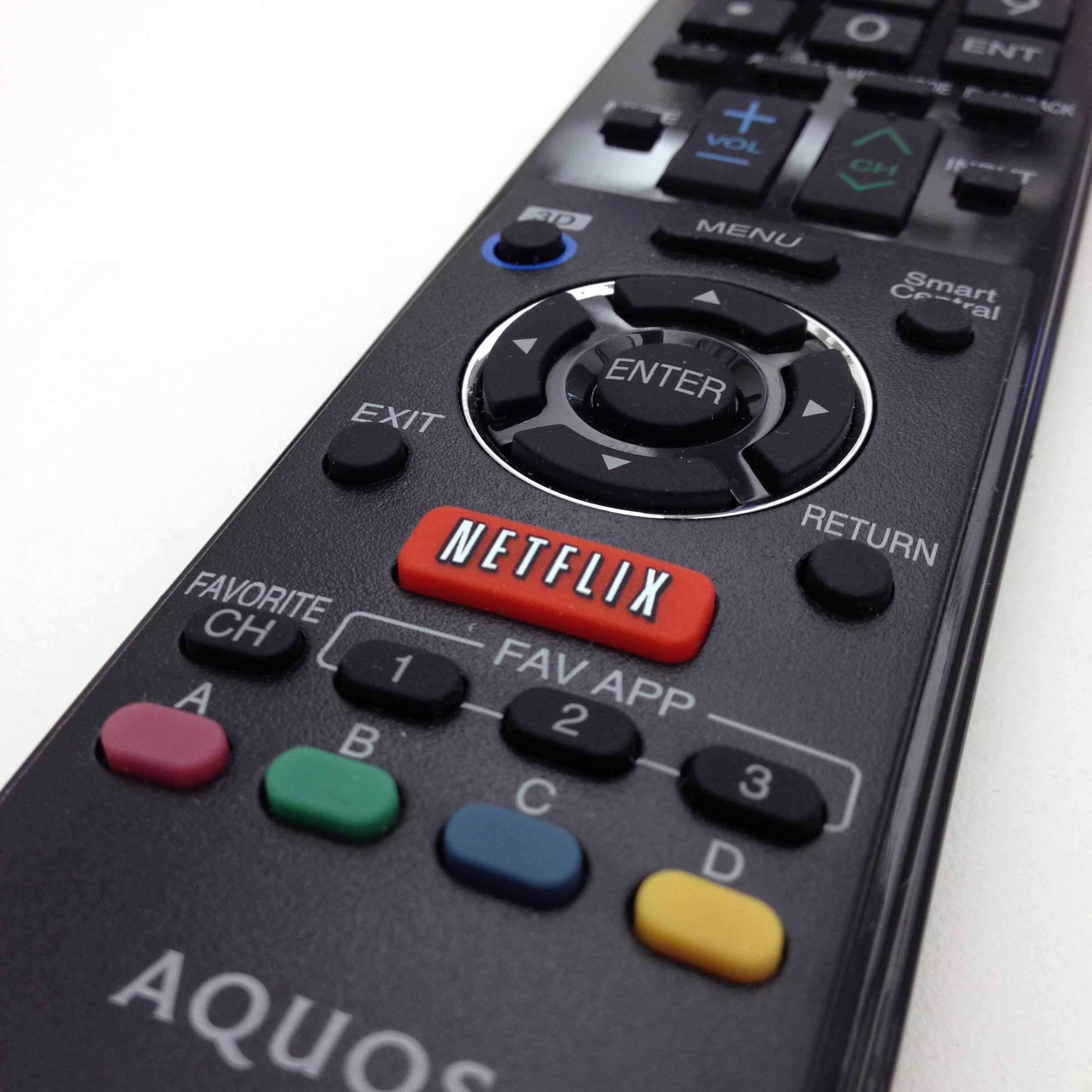
Um controle remoto Sharp Aquos, com um botão para acessar a Netflix

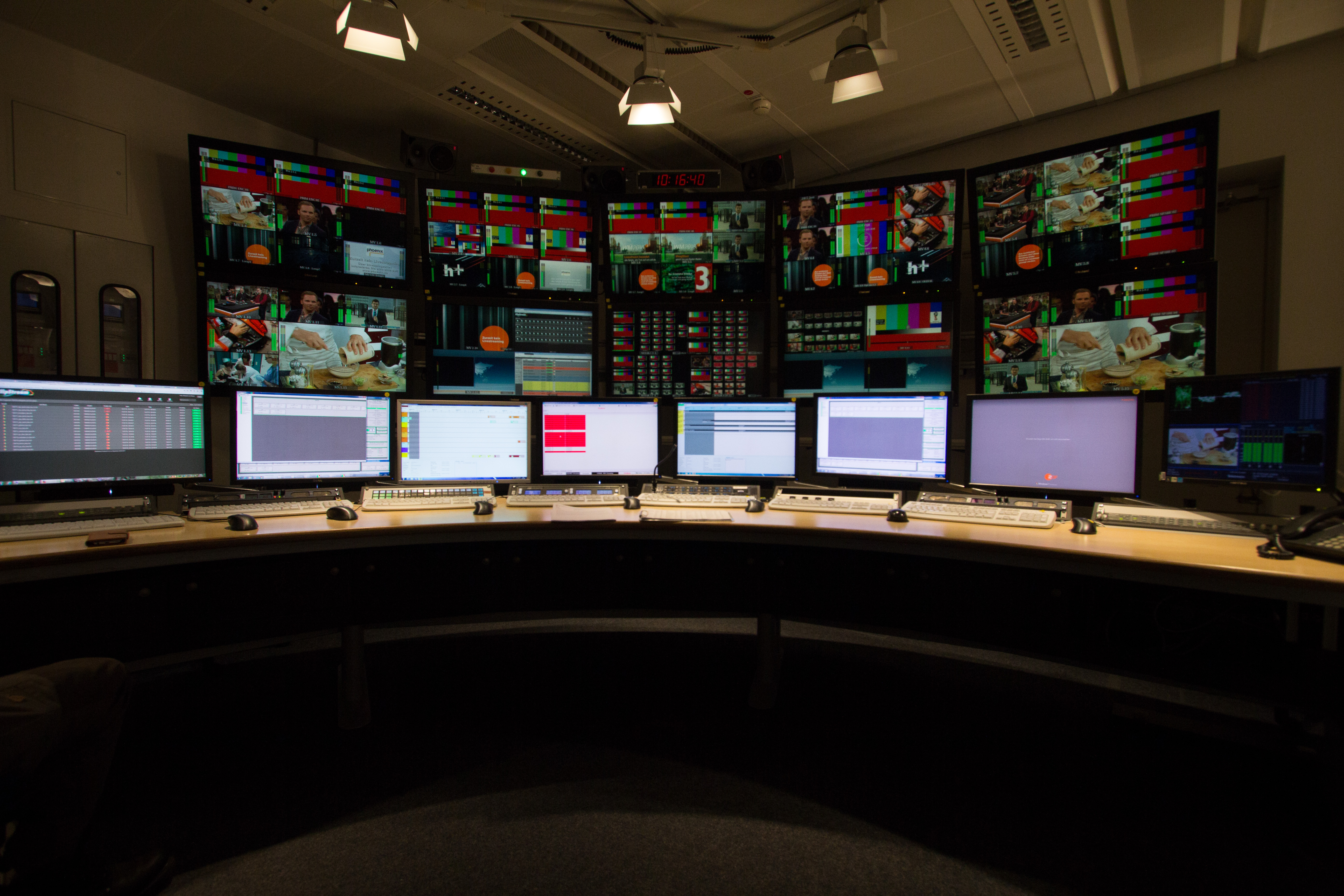
Uma configuração de streaming para a transmissão de televisão

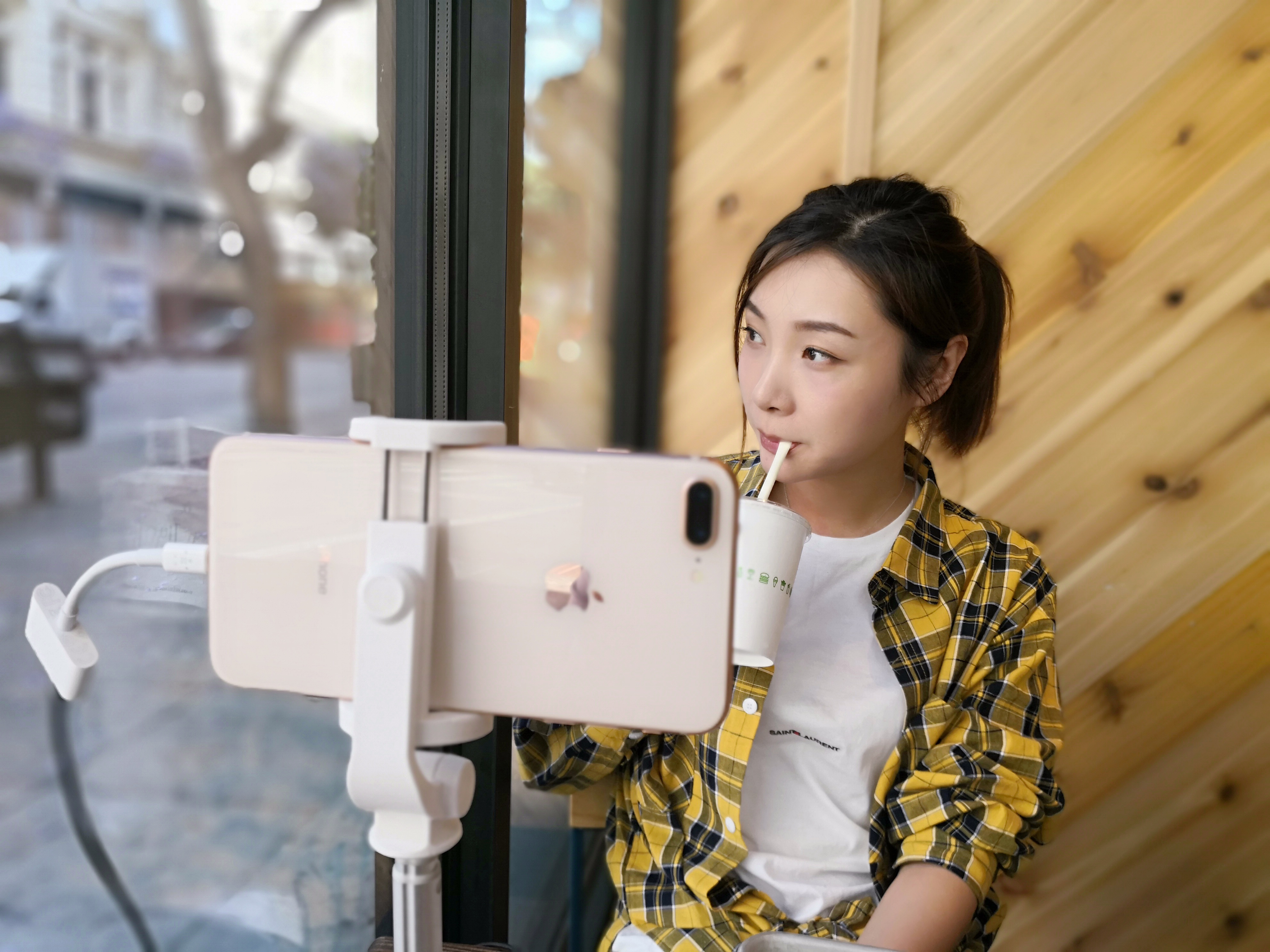
Vlogueira nvliu66 em transmissão contínua por celular em E3 2018

Diagrama do mecanismo de multidifusão, que transmite a mesma cópia da multimídia por toda a rede para um grupo de clientes

Fluxo contínuo, fluxo de média, fluxo de mídia ou transmissão contínua (em inglês: streaming)), é uma forma de distribuição digital, em oposição à descarga de dados. A difusão de dados, geralmente em uma rede através de pacotes, é frequentemente utilizada para distribuir conteúdo multimídia através da Internet. Nesta forma, as informações não são armazenadas pelo usuário em seu próprio computador. Assim não é ocupado espaço no disco rígido (HD), para reprodução posterior — a não ser o arquivamento temporário no cache do sistema ou que o usuário ativamente faça a gravação dos dados. O fluxo dos dados é recebido e reproduzido à medida que chega ao usuário, caso a largura de banda seja suficiente para reproduzir os conteúdos, pois se não for suficiente, ocorrerão interrupções na reprodução do arquivo, por problema no buffer.
Isso permite que um usuário reproduza conteúdos protegidos por direitos de autor, na Internet, sem a violação desses direitos, similar ao rádio ou televisão aberta diferentemente do que ocorreria no caso do download do conteúdo, onde há o armazenamento da mídia no HD configurando-se uma cópia ilegal. A informação pode ser transmitida em diversas plataformas, como na forma Multicast IP ou Broadcast. Exemplos de serviços como esse são a Netflix e Paramount+ (video) e o Spotify e o Youtube Music (música).
No Brasil, o Superior Tribunal de Justiça decidiu que essa modalidade de distribuição de dados é fato gerador para cobrança, pelo ECAD, relativamente à exploração econômica do titular do direito autoral. Neste sentido: "A transmissão de músicas por meio da rede mundial de computadores mediante o emprego da tecnologia streaming (webcasting e simulcasting) demanda autorização prévia e expressa pelo titular dos direitos de autor e caracteriza fato gerador de cobrança pelo ECAD relativa à exploração econômica desses direitos".
Em janeiro de 2017, os DVDs e Blu-rays deixaram de ser o meio mais lucrativo para distribuição de mídia no Reino Unido, sendo ultrapassados pelo download digital e streaming. Por outro lado, uma pesquisa feita pela Rolling Stone nos Estados Unidos de janeiro de 2019 a julho de 2020 mapeou o consumo de streaming feito pelos usuários e apontou que o "catálogo infinito" desses serviços não diminuiu a "desigualdade musical" na internet. 1% dos artistas ficam com mais de 90% do público desses serviços.

## Streaming Media
Atualmente, com o advento de tecnologias como o ADSL (Asymmetric Digital Subscriber Line), a Internet via cabo, rádio, WiMAX e fibra ótica, permitem novos serviços na Internet, como o vídeo sob demanda (on demand). Também é possível assistir a vídeos em streaming via smartphones por meio de aplicativos próprio exigindo uma conexão de dados ou através do wifi. É uma tecnologia que tem possibilitado a muitas pessoas, em todo o mundo, terem acesso a diversos tipos de conteúdos de diferentes países a um custo relativamente baixo, geralmente o usuário paga uma taxa fixa para ter o serviço disponível 24 horas por dia, sete vezes por semana dando a ele uma maior liberdade e flexibilidade de horário, não ficando preso aos horários do conteúdo transmitido pela televisão. Esse é um dos principais fatores para a enorme popularidade desse tipo de serviço. Alguns exemplos dessas plataformas de streaming são: Netflix (líder mundial de séries e filmes), YouTube (maior site de vídeos do mundo), Spotify (streaming de música e podcasts) e Twitch (plataforma de live streaming). Essa tecnologia está inserida na computação em nuvem (em inglês, cloud computing) pois os dados de mídias transmitidos para o usuário ficam armazenados em servidores (Servers), computadores que possuem uma enorme capacidade de armazenamento de dados e estão conectados a internet de alta velocidade que permite a transmissão de arquivos de melhor qualidade mesmo para locais muito distantes.

## Tecnologia da arquitetura
A distribuição de dados pode ser feita de várias formas, seguindo a estrutura:
- Protocolos: como os dados serão transmitidos e a estrutura de distribuição (HTTP, MMS, RDP, RTP, RTSP, UDP, Real Time Messaging Protocol);
- Formatos de arquivos: o formato do mídia a ser distribuído (mp3PROhard, QuickTime, AVI, Ogg Vorbis).

O streaming só é possível graças às diferentes peças de software que comunicam em diversos níveis, ou mais recentemente o ROLAND VR-5, dispositivo AV Mixer & Recorder[ligação inativa].
- Player: o software que permite que os usuários reproduzam os arquivos multimídia;
- Servidores: o distribuidor e seu software que distribuem os conteúdos para os usuários, utilizando um protocolo definido.

Os protocolos Internet empregados na distribuição de arquivos de streaming — o UDP e RTSP — realizam a distribuição entre um servidor de streaming e um player com muito mais qualidade. Esta qualidade é alcançada graças a arquitetura que prioriza a distribuição em fluxos contínuos. Quando TCP e HTTP são usados e encontram uma falha em entregar um pacote de dados, eles tentam repetidamente enviar aquele pacote de dados até que este seja entregue com sucesso. UDP continua a enviar os dados mesmo se ocorrer perda dos mesmos, o que permite uma experiência em tempo real, que é uma das principais características do streaming.
Formatos de descrição:
- session description protocol (SDP) — Protocolo de Descrição de Sessão (SDP)
- Synchronized Multimedia Integration Language (SMIL) — Linguagem de Integração Sincronizada de Multimídia (SMIL) é uma aplicação simples para a criação e apresentação de rich media ou "multimídia" (áudio/vídeo). Saiba mais sobre este padrão XML usado frequentemente para recursos de animação em outras linguagens.

## Tipos de utilizações
- Rádio Internet — A vantagem para a estação de rádio da Internet é que ela pode alcançar um grande público alvo que, por várias razões (como o alcance territorial limitado do sinal de rádio), não tinha conhecimento de uma estação em outro lugar. Há que esclarecer que não só as estações de rádio FM e AM emitem através da Internet, uma vez que nos últimos anos tem havido um crescimento exponencial do número de estações de rádio que emitem exclusivamente através da Internet.
- TV por Internet — Desde o final da década de 1990, as tentativas de criar uma televisão pela Internet fracassaram, devido à considerável largura de banda requerida pelo sinal de vídeo; no entanto, o interesse neste tipo de comunicação pública ressurge com o grande sucesso do YouTube e a expansão do ADSL.

## Aplicações emarketing
As aplicações úteis e típicas de transmissão contínua são, por exemplo, as videolições longas organizadas online. A vantagem desta apresentação é que estas lições podem ser muito longas, ainda que sempre pode-se interrumpi-las ou reproduzir de um lugar arbitrário. Também existem novos conceitos de marketing. Por exemplo, a Orquestra Filarmônica de Berlim vende na Internet as transmissões diretas de uns concertos inteiros em vez de vários discos compactos ou portadores fixos semelhantes em sua sala de concerto digital utilizando YouTube para os trailers. Estes concertos online também são distribuídos em uma multidão de locais – cine-teatros – em diferentes pontos da Terra. Um conceito semelhante é usado pela Metropolitan Opera em Nova Iorque. Também existe uma transmissão direta da Estação Espacial Internacional. Nas videodiversões existem as plataformas de transmissão contínua, tais como Netflix , Hulu, Paramount+ e Disney+ , que são os elementos principais da indústria de mídia.
Os marquetologistas têm encontrado uma multidão de possibilidades oferecidas pela transmissão contínua e as plataformas que a oferecem, especialmente desde o ponto de vista de um aumento significante do uso de transmissão contínua durante o bloqueio de COVID desde o ano 2020. Enquanto os ingressos e a colocação de uma publicidade tradicional seguem a se reduzir, o marketing digital aumentou a 15% em 2021, com isso às mídias digitais e a busca caem 65% dos gastos.
O estudo temático realizado a pedido de OMPI (Organização Mundial da Propriedade Intelectual) mostra que os serviços contínuos atraem os orçamentos de publicidade por conta de possibilidades oferecidas pela interatividade e uso destes índices, o que leva à personalização em escala em massa com ajuda de conteúdo de marketing.  O marketing com destinação especial amplia-se por conta de uso de inteligência artificial, em particular de publicidade de programa, é uma ferramenta que ajuda os anunciantes determinarem os parâmetros de sua campanha e se forem interessados ou não na compra do posto publicitário na Internet. Um dos parâmetros de aquisição das áreas publicitárias são as vendas em tempo real (RTB).